# 아리야네트 무리치
아리야네트 아난 무리치(알바니아어: Arijanet Anan Murić, 1998년 11월 7일 ~ )는 현재 세리에 A의 사수올로에서 골키퍼로 활동하고 있는 스위스 출생 코소보의 축구 선수로 몬테네그로 청소년 대표팀 출신이며 현재는 코소보 대표팀의 일원으로 활약 중이다.